# Liçac
Lissac (en francès Lissac-sur-Couze) és un municipi francès situat al departament de la Corresa i a la regió de la Nova Aquitània.

## Demografia
| 1962                                       | 1968  | 1975  | 1982  | 1990  | 1999  | 2007  |
| ------------------------------------------ | ----- | ----- | ----- | ----- | ----- | ----- |
| 1.021                                      | 1.062 | 1.132 | 1.377 | 1.560 | 1.517 | 1.622 |
| Des de 1962: població sense dobles comptes |       |       |       |       |       |       |

## Administració
| Període   | Identitat            | Partit |
| --------- | -------------------- | ------ |
| 1983-2006 | Maurice Gramond      |        |
| 2006-2008 | Jean-Baptiste Nauche |        |
| 2008-     | Noël Crouzel         |        |